# Lo Sambuc

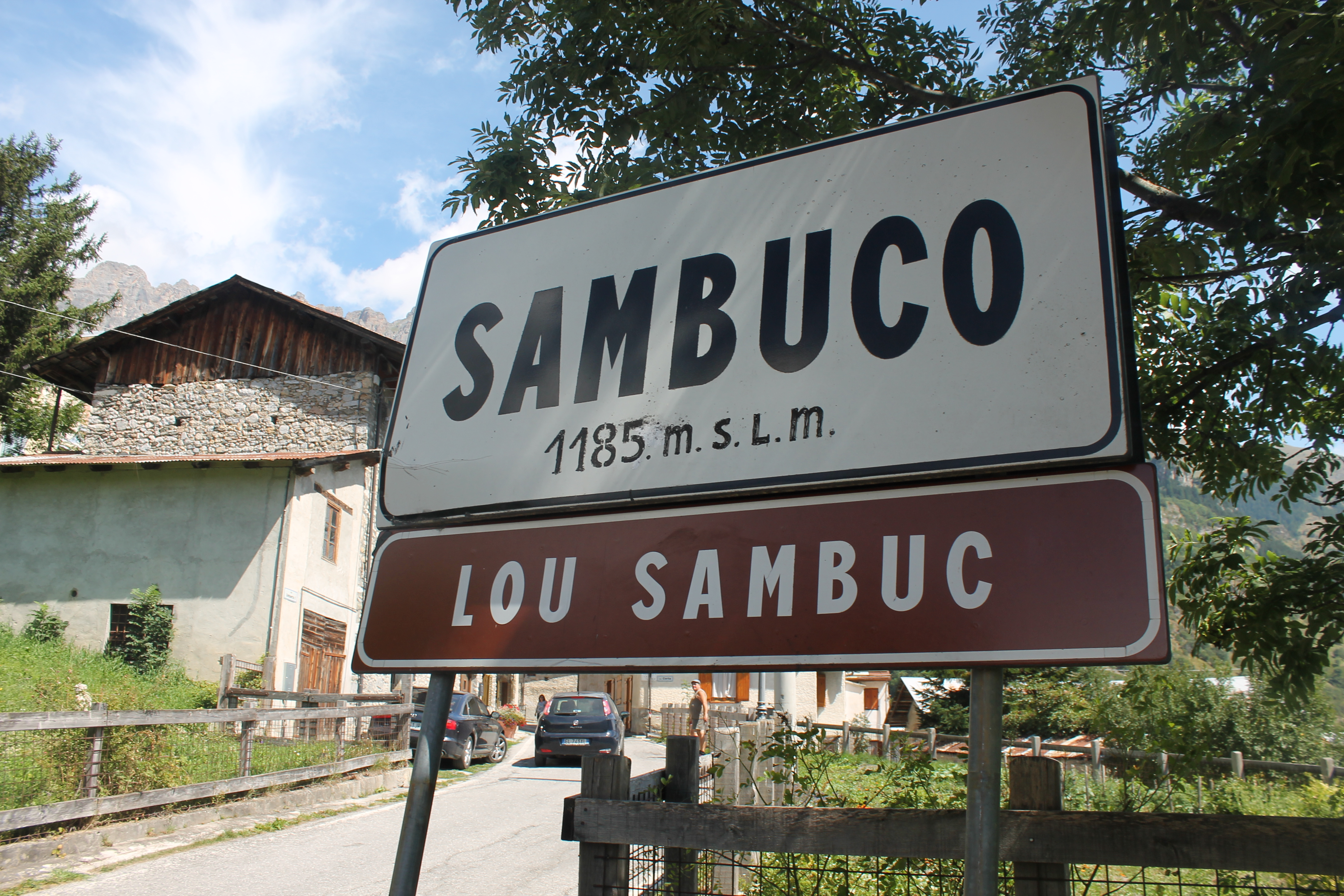
Panell d'entrada al poble.

Lo Sambuc (italià Sambuco, piemontès Sambuch) és un municipi italià, situat a la regió del Piemont. L'any 2007 tenia 84 habitants. Està situat a la Val d'Estura, dins de les Valls Occitanes. Limita amb els municipis de Chanuelhas, Demont, la Màrmol, Pèirapuerc i Vinai.

## Administració
| Període | Identitat       | Partit  |
| ------- | --------------- | ------- |
| 2004-   | Massimo Calleri | No Euro |